# Ludo Van Campenhout
Ludo Van Campenhout (Schoten, 27 november 1966) is een Belgisch politicus voor N-VA.

## Biografie

### Jeugd
Van Campenhout vervolledigde zijn humaniora in het Sint-Jan Berchmanscollege te Merksem. Later studeerde hij Toegepaste Economische Wetenschappen aan de UFSIA te Antwerpen, alwaar hij afstudeerde in 1989. Vervolgens behaalde hij een postgraduaat Verzekeringsmanagement aan het EHSAL te Brussel. Hij was in deze periode actief bij het Liberaal Vlaams Studentenverbond (LVSV) waarvan hij in 1986 voorzitter werd. Deze functie oefende hij uit tot 1989. Van 1989 tot 1994 was hij assistent economisch beleid aan het UFSIA.

### VLD / Open Vld
Van Campenhout begon zijn politieke carrière bij de liberale partij VLD. Tussen 1993 en 1997 was hij eerst voorzitter van de VLD-jongeren in Merksem en later ook van het arrondissement Antwerpen. Van 1997 tot 2003 was hij voorzitter voor de VLD in Groot-Antwerpen.
Van 1995 tot 2000 was hij kabinetschef van de Antwerpse havenschepen Leo Delwaide. In oktober 2000 werd Van Campenhout voor het eerst verkozen tot gemeenteraadslid van Antwerpen en vanaf 2001 was hij fractieleider in de gemeenteraad. Na de herschikking van het schepencollege na de Visa-affaire werd hij in mei 2003 schepen van Ruimtelijke Ordening, Openbare Werken, Stadsontwikkeling, Economie en Toerisme. In de daaropvolgende legislatuur, die van 2007 tot 2012, bekleedde hij de functie van schepen van Stadsontwikkeling, Ruimtelijke Ordening, Sport en Diamant.
Van december 1999 tot mei 2010 was hij tevens lid van de Kamer van volksvertegenwoordigers, tot 2003 voor het kiesarrondissement Antwerpen en nadien voor de provinciale kieskring Antwerpen. Bij de verkiezingen van juni 2010 kwam hij niet meer op wegens onenigheid over de plaats op de Open Vld-kieslijst.
In oktober 2010 verliet hij Open Vld na een dispuut met de lokale en nationale partijtop. Hij was met hen in aanvaring gekomen toen hij zich in het dossier over de Oosterweelverbinding bij een referendum resoluut tegen de voorgestelde Lange Wapperbrug keerde, terwijl zijn partij voor was. Nadat de Vlaamse regering in het dossier besliste om een tracé met tunnels uit te werken, vond de partij het onaanvaardbaar dat Antwerpen deels zou moeten opdraaien voor de meerkost ten opzichte van een brug. Ze dreigde daarom uit het Antwerpse schepencollege te stappen. Van Campenhout besloot echter niet mee op te stappen, wat zijn status in de partij onhoudbaar maakte. Open Vld verliet uiteindelijk zelf het college ook niet.

### N-VA
In september 2011 trad Van Campenhout officieel toe tot de N-VA. Gezien zijn eerdere standpunt in het Oosterweelverbinding-dossier was dit een enigszins vreemde keuze, aangezien deze partij openlijk voorstander was van de Lange Wapperbrug, aldus politicoloog Dave Sinardet en Open Vld-voorzitter voor Groot-Antwerpen Axel Polis. Omstreeks deze periode trad hij daarnaast ook in de openbaarheid omtrent zijn drankprobleem. Dit gebeurde na eerdere geruchten op problematisch gebruik nadat hij begin 2008 in De zevende dag fel van leer was getrokken tegen Filip Dewinter en het Vlaams Belang. Hij noemde hen toen een fascistoïde partij. Hij ging voor de behandeling van zijn verslaving begin 2012 naar het Jellinek Retreat te Westpunt in Curaçao.
Bij de daaropvolgende gemeenteraadsverkiezingen van 14 oktober 2012 stond hij op de vierde plaats van de N-VA-lijst voor Antwerpen. Hij behaalde hierbij 5967 voorkeurstemmen, wat hem na Bart De Wever (77.732) de populairste politicus maakte op de N-VA-lijst. Na de verkiezingen ontstond er commotie over de sponsoring door tal van (en bijna uitsluitend) vastgoedbedrijven, architecten, projectontwikkelaars en directeurs van bouwbedrijven aan zijn persoonlijke verkiezingscampagne. Van Campenhout ontving een totaalbedrag van 7.750 euro aan sponsoring. Van Campenhout trad opnieuw toe tot het schepencollege en was van januari 2013 tot december 2018 schepen van Personeel, Markten en Foren, Publiek Domein, Sport en Diamant.
Na de Vlaamse verkiezingen van 25 mei 2014 zetelde hij voor de N-VA in het Vlaams Parlement. Hij werd met 14.537 voorkeurstemmen verkozen. Bij de verkiezingen van 26 mei 2019 stond hij op de Kamerlijst, maar werd niet verkozen.
Als schepen realiseerde Ludo Van Campenhout onder meer de luifel op het Theaterplein (Vogelenmarkt), het ruimtelijk structuurplan Antwerpen Ontwerpen en het fietsdeelsysteem Velo. Na de gemeenteraadsverkiezingen van oktober 2018 werd hij in Antwerpen schepen voor Sport, Diamant en Markten en Foren.
Nadat Van Campenhout in november 2019 opnieuw werd opgenomen voor alcoholproblemen, maakte hij een maand later bekend dat hij in oktober 2020 ontslag zou nemen als schepen. Wegens aanslepende problemen met zijn verslaving nam hij al ontslag op 7 januari 2020. Hij werd in zijn functie als schepen opgevolgd door gemeenteraadslid Peter Wouters, ook N-VA. Hij stapte tegelijk ook uit de gemeenteraad.
Naar aanleiding van de lokale verkiezingen van 13 oktober 2024 keerde Van Campenhout terug naar de politiek en kwam hij op voor de districtsraad van het district Antwerpen. Hij werd verkozen en is sinds januari 2025 districtsschepen voor Publieke Ruimte, Parken, Mobiliteit en Erfgoed.

### Buiten de politiek
Hij was van 1995 tot 2004 bestuurder van de Royal Antwerp Football Club en van 1996 tot 2015 bestuurder van het Gemeentelijk Havenbedrijf Antwerpen. Hij staat daarnaast bekend vanwege zijn hechte band met de Joodse gemeenschap in Antwerpen. Zo deed hij zijn huwelijksaanzoek in het Hebreeuws tijdens een reis in Israël.